# 保罗·巴尔特
保罗·巴尔特（德語：Paul Barth，1945年9月20日—），生于慕尼黑，德国男子柔道运动员。他曾代表西德参加1972年夏季奥林匹克运动会柔道比赛，获得男子93公斤级铜牌。